# Nikolai Leskov
Nikolai Semionovici Leskov (în rusă Николай Семёнович Лесков, n. 4/16 februarie 1831, Gorohovo⁠(d), Orlovskiy Uyezd⁠(d), gubernia Oriol⁠(d), Imperiul Rus – d. 21 februarie/5 martie 1895, Sankt Petersburg, Imperiul Rus) a fost un prozator rus. A scris sub pseudonimul M. Stebnițkii.
Prin scrierile sale, a investigat și criticat, după modelul lui Gogol, societatea rusă și a realizat tranziția către proza de la începutul secolului al XX-lea.

## Scrieri
- 1867/1869: Nuvele, schițe și povestiri ("Povesti, ocerki i rasskazi")
- 1866: Războinica (Воительница)
- 1868: Pavlin
- 1869: Cher amour
- 1872: Îngerul pecetluit (Запечатленный ангел)
- 1872: Clericii (Соборяне)
- 1873: Pelerinul vrăjit (Очарованный странник)
- 1879: Izgonitorul diavolului ("Čartogon")
- 1881: Stângaciul (Левша)

## Legături externe
- Nikolai Leskov at Pegasos
- Some texts by Nikolai Leskov in the original Russian
- All Leskov's novels, stories, articles and criticism in Russian